# Bibliothek der Universität Sydney

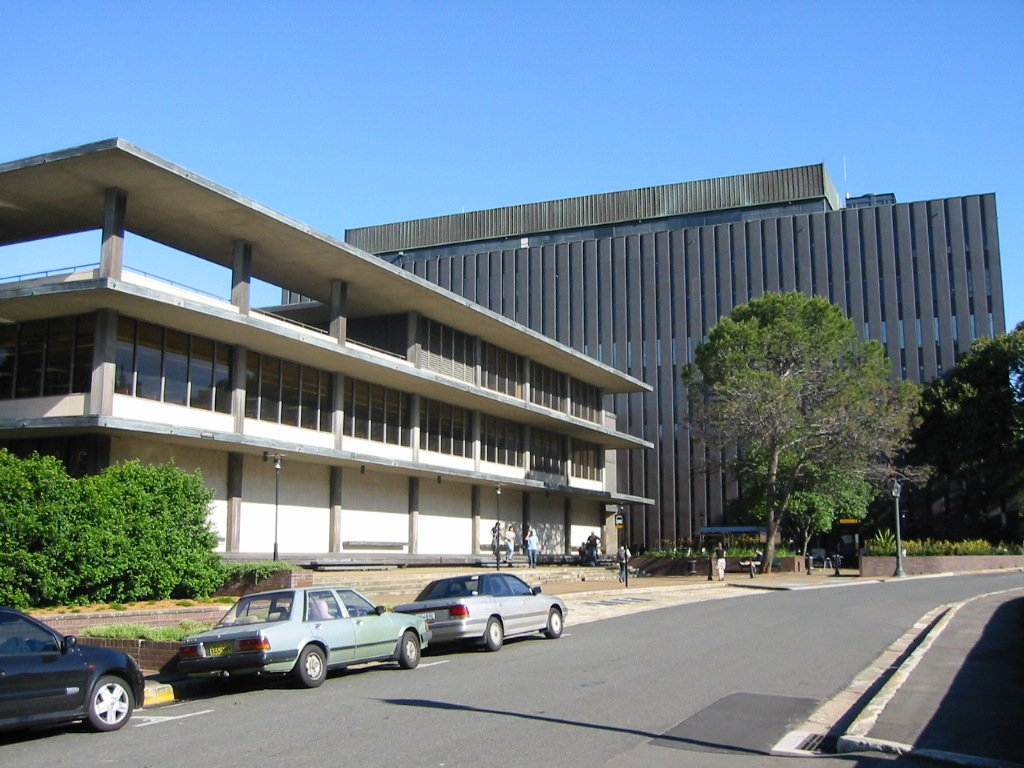
Fisher Library. (2004)

Die Bibliothek der Universität Sydney ist mit einer Sammlung von mehr als 5,1 Millionen Bänden die größte Bibliothek der südlichen Hemisphäre. Die Bibliothek besteht aus 20 Einzelbibliotheken, die auf 9 verschiedene Teile des Campus verteilt sind. Das Hauptgebäude, die Fisher Library, ist nach dem australischen Unternehmer und Mäzen Thomas Fisher benannt.
Die Sammlung beinhaltet seltene Werke wie zum Beispiel zwei exakte Kopien der Gospel of Barnabas und eine Erstausgabe der Philosophiae Naturalis Principia Mathematica von Sir Isaac Newton.

## Fisher Library
Die Fisher Library, die sich an der Eastern Avenue auf dem Darlington/Camperdown Campus der Universität Sydney befindet und an den Victoria Park angrenzt, ist das Hauptgebäude. Sie besteht eigentlich aus zwei zusammengelegten Bibliotheksgebäuden, die aus finanziellen Gründen in der Anfangsphase der Bibliothek getrennt gebaut wurden:
Die Fisher Undergraduate Library  (Gebäude F03) beherbergt mehrfach vorhandene Kopien von Texten, die häufig von Studenten zur Prüfungsvorbereitung benutzt werden.
Die Fisher Research Library  (Gebäude F04) ist ein benutzbares Bibliotheksmagazin mit einer umfangreicheren und älteren Sammlung.  Der übrige Teil des Gebäudes wird von der Abteilung für Psychologie in Anspruch genommen. Des Weiteren befindet sich im Kellergeschoss das Fishery Café, das aber weder über den Haupteingang noch aus der Bibliothek selbst betreten werden kann.

## Weitere Teilbibliotheken
Die übrigen Bibliotheken der Universität von Sydney sind meist an verschiedene Abteilungen und Fakultäten angegliedert. Diese Bibliotheken haben zwar ihre Sammlung spezialisiert, die Nutzung ist aber uneingeschränkt möglich.
- Bibliothek für Architektur
- Badham Library – Veterinärmedizin, Landwirtschaft, Biologie
- Burkitt-Ford Library – öffentliche Gesundheitspflege, Medizin
- Camden Library (Camden Campus) – Veterinärmedizin, Landwirtschaft
- Curriculum Resources Sammlung (innerhalb der Fisher Undergraduate) – Pädagogik
- Bibliothek für Zahnmedizin (auf dem Gelände des Sydney Dental Hospital)
- Ostasiatische Sammlung (innerhalb Fisher Research Library)
- Bibliothek für Ingenieurwissenschaften
- Bibliothek für medizinische Wissenschaften (Cumberland Campus)
- Bibliothek für Rechtswissenschaften (St. James Campus)
- Madsen Library – Chemie, Geowissenschaften, Molekularbiologie
- Bibliothek für Mathematik
- Bibliothek für Medizin
- Musikbibliothek
- Narrabri Library (Watson Wheat Research Centre) – Landwirtschaft
- Bibliothek für Krankenpflege (Mallett Strett Campus)
- Orange Library (Orange Campus)
- Bibliothek für Physik
- Seltene Bücher (in der Fisher Research Library)
- Schaeffer Fine Arts Library – zusammengelegt mit der Power Research Library of Contemporary Art
- Magazin (Darlington Repository Library)
- Bibliothek des Sydney College of the Arts (Sydney College of the Arts Campus)
- Bibliothek des Sydney Conservatorium of Music (Sydney Conservatorium of Music Campus)